# Lyrestad
Lyrestad – miejscowość (tätort) w Szwecji, w regionie administracyjnym (län) Västra Götaland, w gminie Mariestad.
Według danych Szwedzkiego Urzędu Statystycznego liczba ludności wyniosła: 474 (31 grudnia 2015), 489 (31 grudnia 2018) i 502 (31 grudnia 2019).